# Sidi Ali Ben Hamdouche
Sidi Ali Ben Hamdouc (franska: Sidi Ali Ben Hamdouc (CR), Sidi Ali Ben Hamdouc (Commune Rurale), arabiska: أولاد رحمون) är en kommun i Marocko.   Den ligger i provinsen El Jadida och regionen Casablanca-Settat, i den norra delen av landet, 150 km sydväst om huvudstaden Rabat. Antalet invånare är 25 066.